# Традиційна африканська медицина
Традиційна африканська медицина — ряд дисциплін традиційної медицини, що включають в себе місцеве травництво та африканську духовність, як правило, провісників, акушерів та травників . Практикуючі традиційну африканську медицину стверджують, що можуть вилікувати різноманітні захворювання, включаючи такі як рак, психічні розлади, високий кров'яний тиск, холера, більшість венеричних захворювань, епілепсія, астма, екзема, гарячка, тривога, депресія, доброякісна гіперплазія передміхурової залози і сечовивідних шляхів, інфекції, подагра, загоєння ран і опіків і навіть Ебола . 
Діагноз ставиться за допомогою духовних засобів, а лікування зазвичай складається з лікарських трав, що вважаються такими, які мають не тільки цілющі здібності, але й символічне та духовне значення. Традиційна африканська медицина з її вірою в те, що хвороба виникає не від випадкових подій, а через духовний чи соціальний дисбаланс, значно відрізняється від сучасної наукової медицини, яка базована на техніці та аналітиці. У 21 столітті сучасні фармацевтичні препарати та медичні процедури залишаються недоступними для великої кількості африканців через їх відносно високу вартість та концентрацію медичних закладів у міських центрах. 
Традиційна медицина була панівною медичною системою для мільйонів людей в Африці до приходу європейців, які запровадили західну медицину, що стало помітним поворотним моментом в історії цієї традиції та культури.  Фітопрепарати в Африці, як правило, недостатньо досліджені та слабо регулюються.  Відсутня детальна документація традиційних знань, які зазвичай передаються усно.  Серйозні негативні наслідки можуть виникнути внаслідок неправильної ідентифікації або неправильного використання цілющих рослин. 
Географічне охоплення цієї статті — Африка на південь від Сахари . Хоча, звичайно, медичні традиції сусідніх країн вплинули на традиційну африканську медицину .

## Історія

### Колоніальна епоха
Сучасна наука розглядає методи традиційних знань як примітивні , а за колоніального правління деякі традиційні медичні практики були оголошені поза законом.  У цей час також робилися спроби контролювати продаж фітопрепаратів.  Наприклад, після здобуття Мозамбіком незалежності в 1975 році, спроби контролювати традиційну медицину дійшли аж до відправлення цілителів до таборів перевиховання.  У той час як колоніалізм і християнство поширювалися по Африці, колонізатори будували загальні лікарні, а християнські місіонери — приватні, сподіваючись досягти успіху в боротьбі з поширеними хворобами. Проте мало що було зроблено для дослідження законності традиційної медичної практики, незважаючи на очевидну роль, яку традиційні цілителі відігравали в базових потребах здоров'я своїх громад; колоніальна влада, а також лікарі та медичні працівники продовжували уникати своїх внесків.  Також вважалося, що під час конфлікту люди частіше вдаються до надприродних пояснень і шукатимуть лікування за допомогою надприродного. 

### Сучасний період

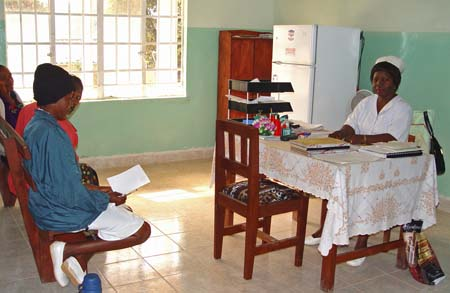
Медсестра в лікарні Койду в Сьєрра-Леоне консультує пацієнтів.

З різних причин наприкінці 20 століття традиційні системи медичної допомоги в країнах, що розвиваються, зазнали серйозного відродження.  Ці країни також усвідомили, що сучасні системи охорони здоров'я та технології, від яких вони залежать, не виробляються і не обслуговуються на місцевому рівні, що робить їх дорогими, а населення залежним від ланцюгів поставок, які можуть бути непостійними  або політизованими.  Завдяки цьому зріс інтерес до інтеграції традиційної африканської медицини в національні системи охорони здоров'я континенту , а в деяких країнах заохочується використання традиційних лікарських рослин.  Африканський цілитель прийняв цю концепцію, відкривши першу в своєму роді лікарню на 48 ліжок у Ква-Мхланга (Південна Африка), яка поєднує традиційні африканські методи з іншими альтернативними медичними практиками, такими як гомеопатія, іридологія та традиційна азійська медицина. 

## Діагностика
Медичні діагнози та обрані методи лікування в традиційній африканській медицині в значній мірі покладаються на духовні аспекти, часто засновані на переконанні, що психо-духовні аспекти повинні розглядатися раніше, ніж медичні. Серед тих, хто практикує традиційне лікування, існує віра, що здатність діагностувати та лікувати хвороби є даром від Бога. Замість того, щоб шукати медичні або фізичні причини хвороби (або закляття поганої вдачі), народні цілителі намагаються визначити першопричину, що лежить в її основі, яка, як вважають, випливає з відсутності балансу між пацієнтом та його соціальним оточенням або духовним світом. Іншими словами, до хвороб приписують надприродні, а не природні причини. Відповідно до типу дисбалансу, який відчуває людина, буде використана відповідна цілюща рослина, яка цінується за її символічне та духовне значення, а також за лікувальну дію. 
Коли людина захворює, традиційний лікар використовує заклинання, щоб поставити діагноз. Вважається, що заклинання надають атмосферу містичних і космічних зв'язків.  Ворожіння зазвичай використовується, якщо хворобу нелегко визначити, інакше хворобу можна швидко діагностувати та призначити ліки. Іноді практикуючий таку медицину радить пацієнту звернутися до провісника, який може поставити діагноз і порадити лікування. Вважається, що контакт із духовним світом через ворожіння часто вимагає не тільки ліків, а й жертв. 

## Лікування
Традиційні практики використовують широкий спектр методів лікування, починаючи від стандартних медичних методів лікування до псевдонаукових і «магічних». Лікування може включати голодування, дієту, лікування травами, купання, масаж і хірургічні процедури.  Приклади псевдонаукових методів лікування включають: 
- Використання «залишок від кровотечі» (також званого «мокрим купуванням») з подальшим застосуванням трав'яної мазі та трав'яних препаратів для лікування мігрені, кашлю, абсцесу та плевриту.
- У деяких культурах втирають гарячу трав'яну мазь на повіки пацієнта для лікування головного болю.
- При лікуванні малярії вживають в середину і вдихають суміш трав, що розпарюють. Гарячку часто лікують за допомогою парової лазні.
- Блювання, спричинене блювотними засобами, використовується для лікування алкоголізму .
- Жир удава використовується для лікування подагри та ревматизму, а також вважається, що він полегшує біль у грудях при місцевому застосуванні.
- Тварин також іноді використовують для перенесення хвороби на потім або для виготовлення ліків для зоотерапії. Наприклад, кістки бабуїна використовуються для лікування артриту.
- Терпеноїди жука-пухирця (Mylabris sp.) втирають у шкіру для лікування шкірних захворювань. [10]

Консенсус між торговцями компонентами ліків, які використовуються практикуючими традиційну африканську медицину щодо того, що слід використовувати для лікування різних захворювань, значно різниться навіть на невеликій території, наприклад на ринку Фарадей-стріт в Йоганнесбурзі, Південна Африка.  Однак приблизно 60 %-80 % людей в Африці покладаються на традиційні засоби для лікування різних захворювань.  У систематичному огляді 2018 року було підраховано, що близько 60 % населення Африки на південь від Сахари регулярно використовують засоби традиційної та додаткової медицини для себе  та для лікування своїх тварин від різних захворювань.  Нещодавно повідомлялося, що люди, які пережили хворобу, яку спричинює вірус Ебола в Сьєрра-Леоне, використовують традиційну медицину окремо або разом із звичайною медициною. 

### Лікарські рослини

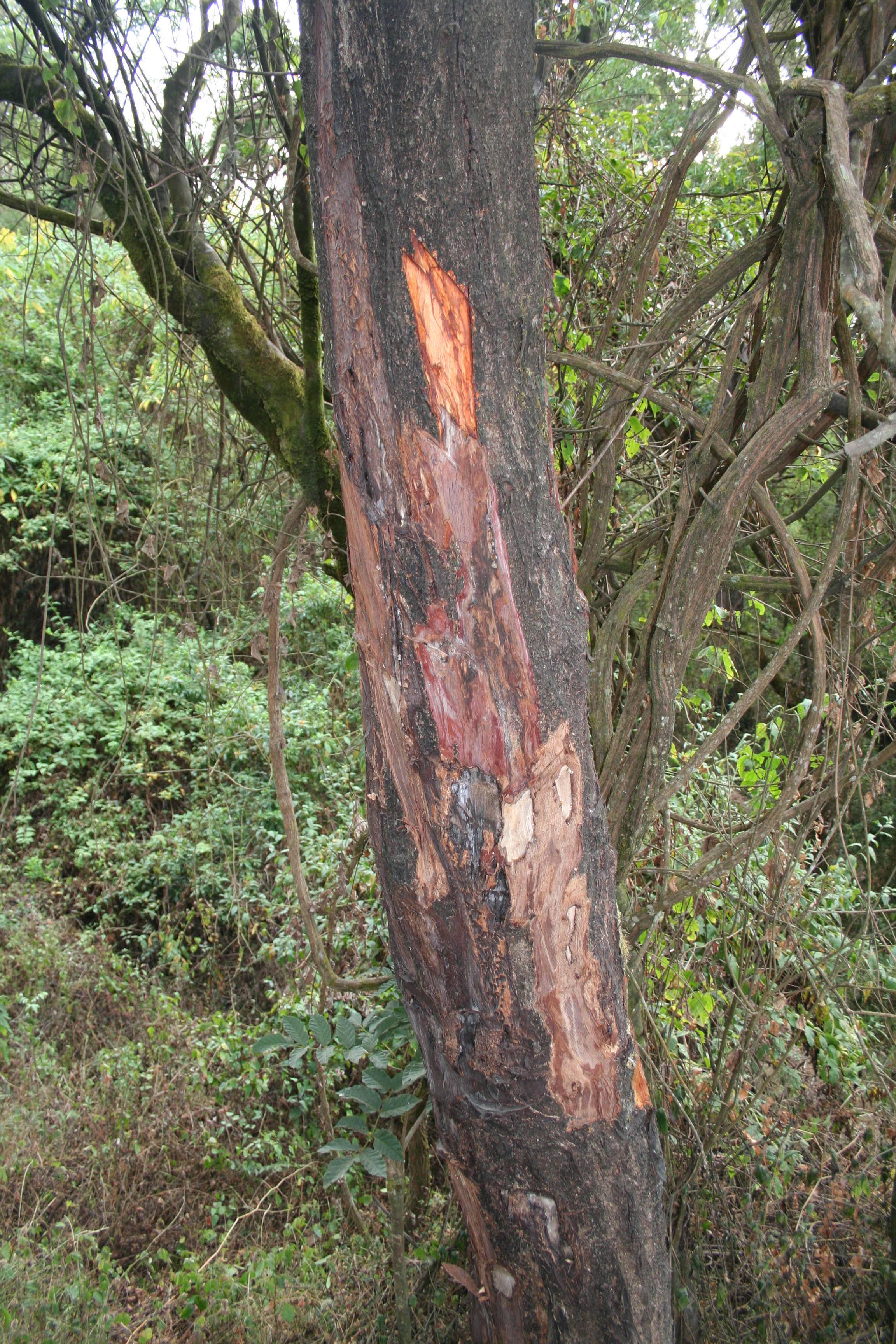
Prunus africana з очищеною корою.

В Африці є багато рослин, які можна використовувати в лікувальних цілях, і понад 4000 використовуються для цієї мети в тропічних регіонах Африки.  Лікарські рослини використовуються для лікування багатьох хвороб і хвороб, використання та вплив яких викликає все більший інтерес у західних суспільствах. Рослини не тільки використовують і вибирають за їхні цілющі властивості, але вони також часто мають символічне та духовне значення. Наприклад, біле, чорне та червоне листя, насіння та гілки вважаються особливо символічними або магічними і, як вважають, мають особливі властивості. 

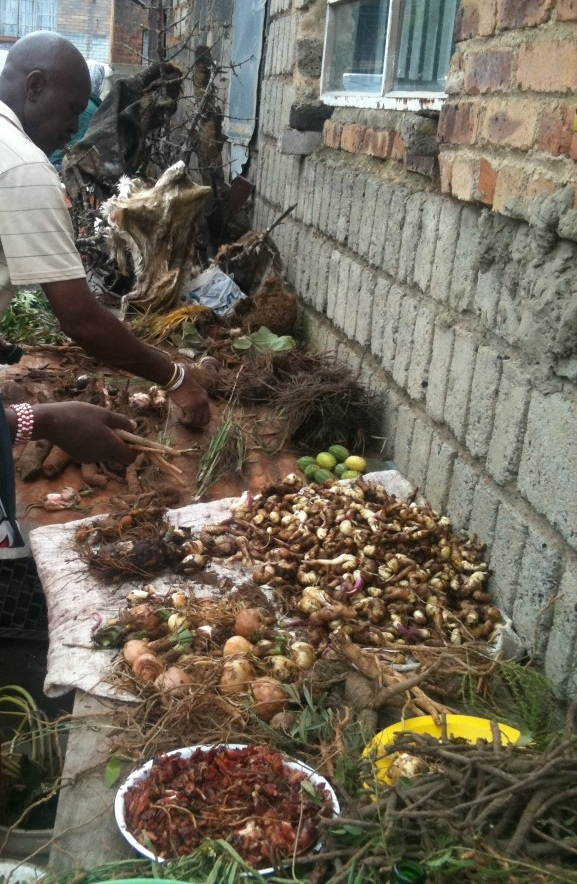
Приготування та сушіння свіжовикопаних традиційних ліків (муті)

Одним із прикладів лікарської рослини є пігей (Prunus africana), який використовується для лікування легкої доброякісної гіперплазії передміхурової залози в Європі з 1970-х років.  Незважаючи на те, що він широко використовується в Африці, доказів його ефективності при лікуванні гарячки, запалення, захворювань нирок, малярії, болю в шлунку та інших станів недостатньо.  У традиційній африканській практиці з кори виготовляють чай, тоді як в інших частинах світу її можна знайти у вигляді порошків, настоянок і пігулок. 
У дослідженні 2007 року було досліджено ефективність 16 рослин, які зростають у південноафриканському регіоні Квазулу-Натал, щодо зниження артеріального тиску, «діючи як інгібітор АПФ».  З 16 рослин лише одна (Tulbaghia violacea) виявилась перспективною. Потім її випробували на щурах і «продемонстрували гіпотензивну активність», тобто зниження артеріального тиску.  Рослини, які були включені в дослідження:
- Amaranthus dubius, квітуча рослина, також відома як амарант селезінки
- Amaranthus hybridus, широко відомий як гладкий бур'ян або тонкий амарант
- Amaranthus spinosus, також відомий як амарант колючий
- Asystasia gangetica, декоративний ґрунтопокривний покрив, відомий як китайська фіалка.
- Центелла азіатська, невелика трав'яниста однорічна рослина, яку зазвичай називають азіатським пенниворсом
- Ceratotheca triloba, високоросла однорічна рослина, яка цвіте влітку, яку іноді називають маком Сью
- Chenopodium album, також званий баранячою четвертинкою, це однорічна рослина з бур'янами
- Emex australis, широко відомий як південний трикутовий джек
- Galinsoga parviflora, яку зазвичай називають бравим солдатом
- Justicia flava, також відома як жовта юстиція
- Momordica balsamina, також відома як бальзамове яблуко
- Oxygonum sinuatum, інвазивний бур'ян без загальної назви
- Physalis viscosa, відомий як мелена вишня
- Senna occidentalis, дуже листяний тропічний чагарник, також званий септичним бур'яном
- Solanum nodiflorum, також відомий як паслін білий
- Tulbaghia violacea, цибулинна рослина з безволосим листям, яку часто називають суспільством або диким часником.

У 2008 році було зроблено огляд літератури для оцінки ботанічних знань і використання в традиційній медицині в Південній Африці для роду алое родини Asphodeloideae . Найбільш поширене медичне використання було для лікування «інфекцій, внутрішніх паразитів, захворювань травлення та травм». Суспільно рослини використовуються як інгредієнти для тютюнового табаку.  Огляд літератури 2014 року показав, що принаймні 12 видів пальм у країнах Африки на південь від Сахари використовуються в різних ритуальних практиках, включаючи використання пальмової олії в лікувальних сумішах. 
У 2016 році дослідження в лабораторних умовах ефірної олії Erigeron floribundus, яка використовується як лікарська рослина в Камеруні, продемонструвало хорошу активність проти Staphylococcus aureus, «цитотоксичність на клітини карциноми товстої кишки» та «антиоксидантну силу, що знижує залізо». До складу ефірної олії входять спатуленол і лімонен. 
У результаті дослідження, проведеного з 2011 по 2016 рік, було виявлено, що у традиційній медицині тропічне дерево Олон та інші види роду Zanthoxylum мають синергічні сполуки, які вбивають як комарів, так і їхніх паразитів-плазмодіїв. 
Дослідження 2000 року тридцяти трьох видів рослин, знайдених у провінції Східний Кейп у Південній Африці, які вважаються бур'янами, інопланетними загарбниками або проблемними рослинами, було досліджено на предмет їхнього використання в традиційній медицині. До складу рослин входять: 

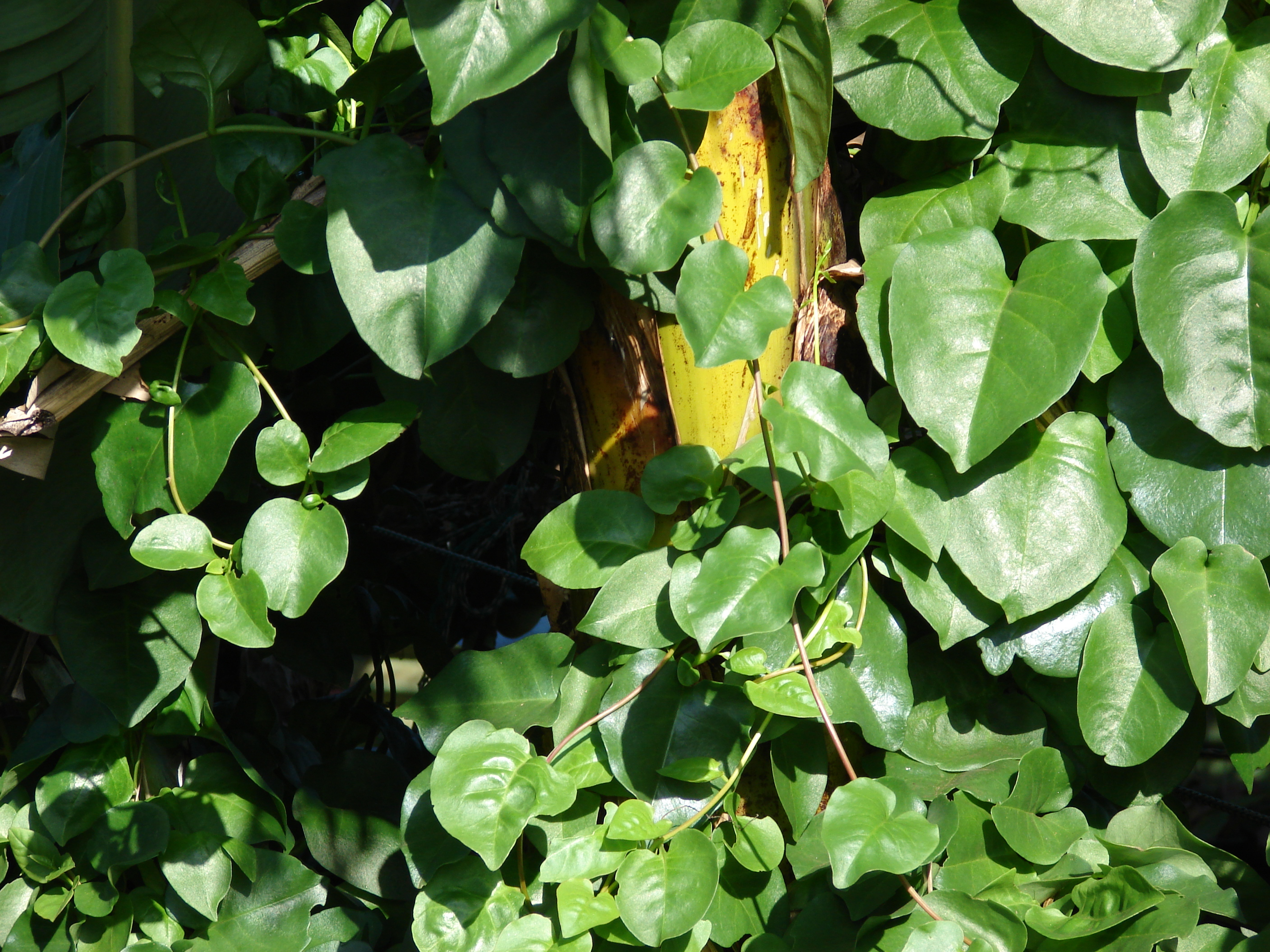
Листя Anredera cordifolia

- Anredera cordifolia (iDlula). Опухлі ноги від поганого кровообігу та/або проблеми з печінкою та нирками лікують за допомогою припарки з листя, а сік використовується для лікування висипу, спричиненого контактом із брудною водою. [25]

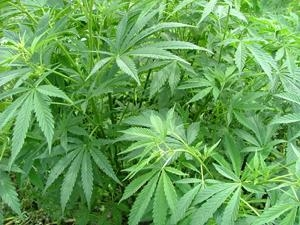
Рослина Cannabis Sativa

- Araucaria bidwillii (iNdiyandyiya). Натерту кору, змішану з водою, вживають для лікування аменореї, спричиненої вродженими проблемами, туберкульозом і недоїданням. [25]
- Bidens pilosa (uMhlabangubo). Воду з варених коренів вживають для лікування жіночого безпліддя. Вважається, що купання у воді, в якій було замочене листя, захищає від злих духів (imoya emdaka), поганого самопочуття, ревнощі чи ворожості. Також використовується для лікування діареї, кольок, ревматизму, сифілісу, болю у вухах, запорів, кишкових гельмінтів, малярії, стригучого лишаю, жовтяниці та кашлю. [25]

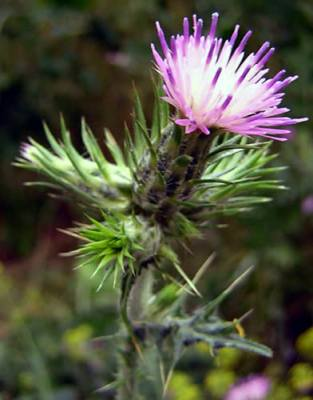
Рослина Carduus tenuiflorus

- Cannabis sativa (iNtsango). Різні частини рослини використовують для лікування астми, бронхіту, головного болю, епілепсії, болів, застуди, грипу, пологового болю, артеріальної гіпертензії, цукрового діабету, малярії, зараження крові, сибірки, шигельозу, правця, менструального болю. [25]
- Carduus tenuiflorus (uMhlakavuthwa). Пацієнту дають блювотний засіб і наказують блювати на рослину. Вважається, що рослина «висмоктує причину хвороби». [25]

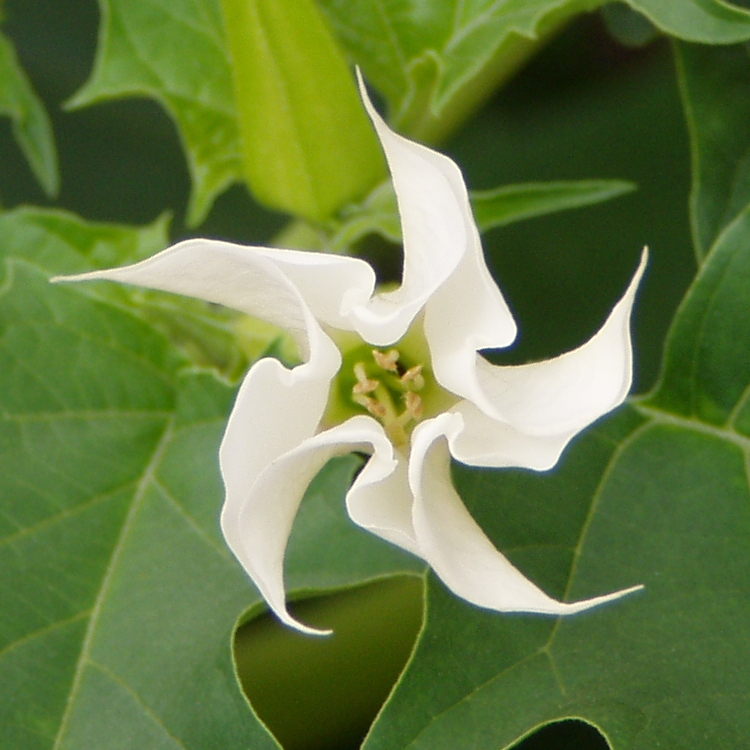
Рослина дурман страмонійний

- Дурман страмонійний (uQhwangu-qhwangu). Листя використовуються для лікування болю і набряків (у тому числі після обрізання), фурункулів і абсцесів, кору, астми і головного болю, правця, захворювань ніг і респіраторних захворювань. [25]

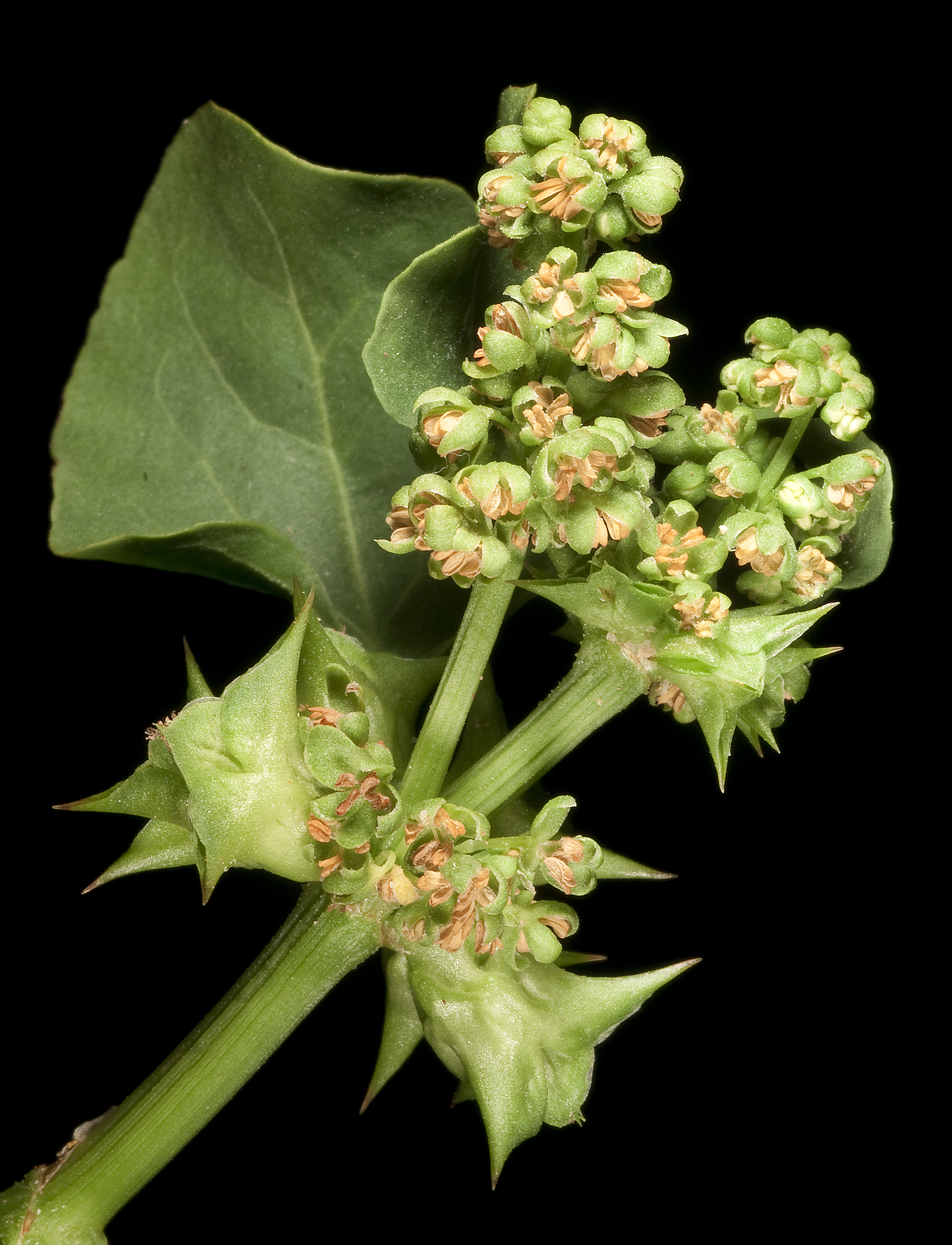
Рослина Emex australis

- Emex australis (iNkunzane). Відвар кореня використовується для лікування запорів, затримок жовчі та інших шлункових скарг, а також для збудження апетиту. [25]
- Galenia secunda (uMvenyathi). Коріння змішують з Emex australis, варять і використовують для лікування болю в нирках у дорослих і кольок у немовлят. [25]

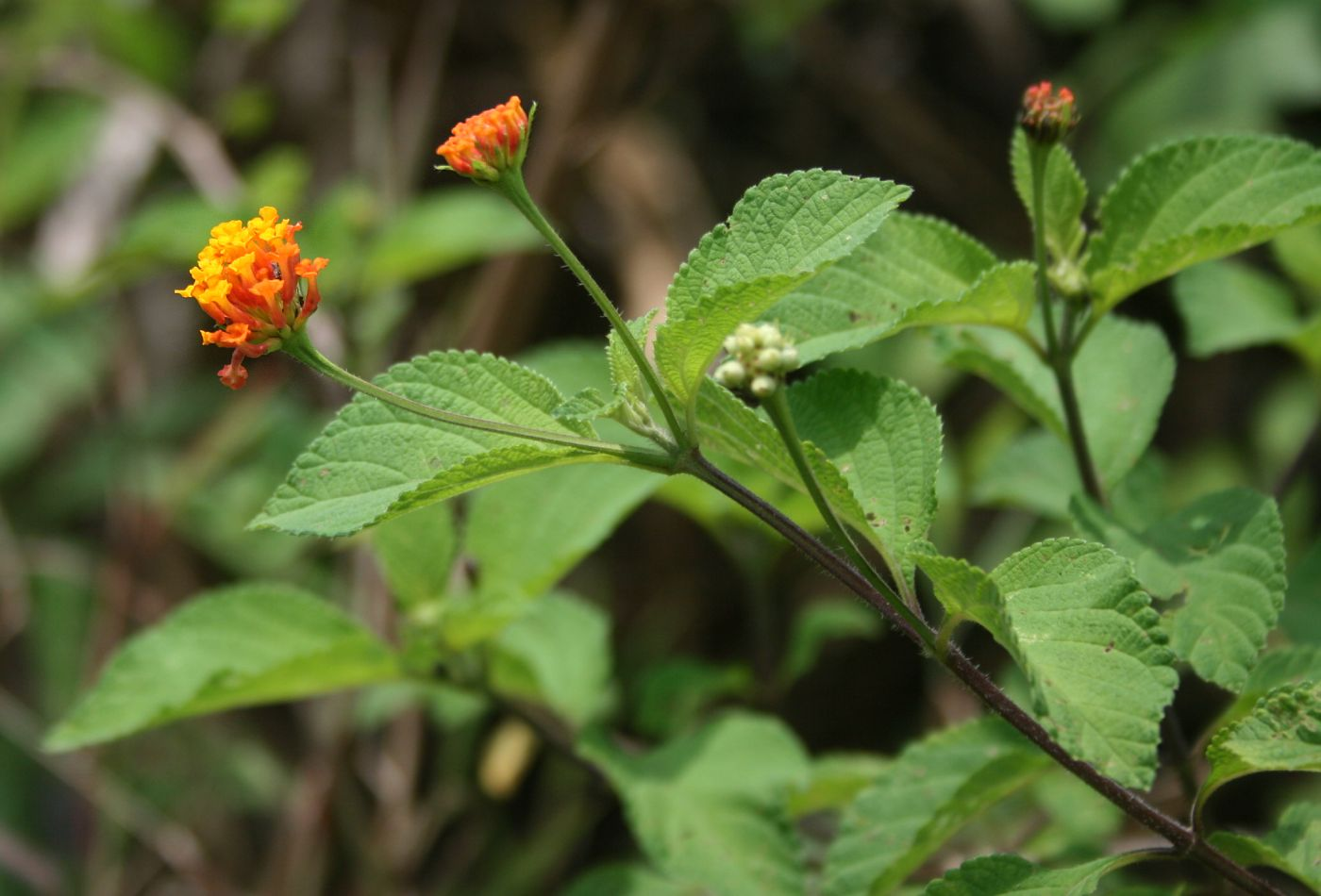
Рослина лантана камара

- Лантана камара (iQunube). Коріння варять, а рідину вживають при болю у попереку або животі, або використовують як клізму для лікування гонококової інфекції та інфекцій сечовивідних шляхів. Це також використовується для лікування кашлю, застуди, жовтяниці, ревматизму та як протизаплідний засіб. [25]
- Opuntia ficus-indica (iTolofiya). Припарка з вареного листя використовується для лікування виразок між пальцями ніг і пальців, спричинених грибковими інфекціями. Вважається, що ці виразки спричинені «брудною кров'ю» (igazi elimdaka). [25]

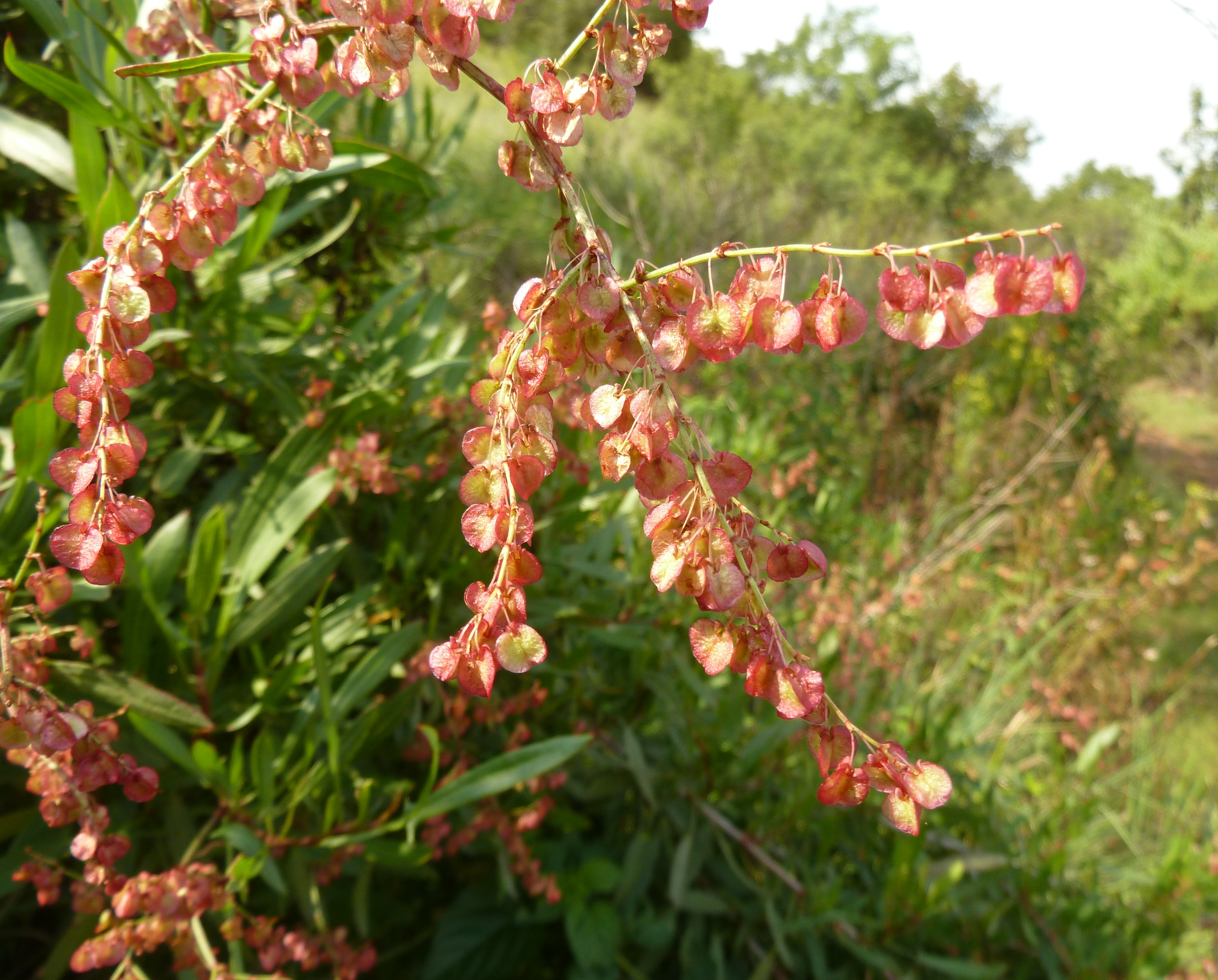
Рослина Rumex sagittatus

- Rumex sagittatus (iBhathatha). Холодний водний настій коренів використовують як засіб для миття тіла, оскільки вважається, що він очищає організм від бід і зла. [25]

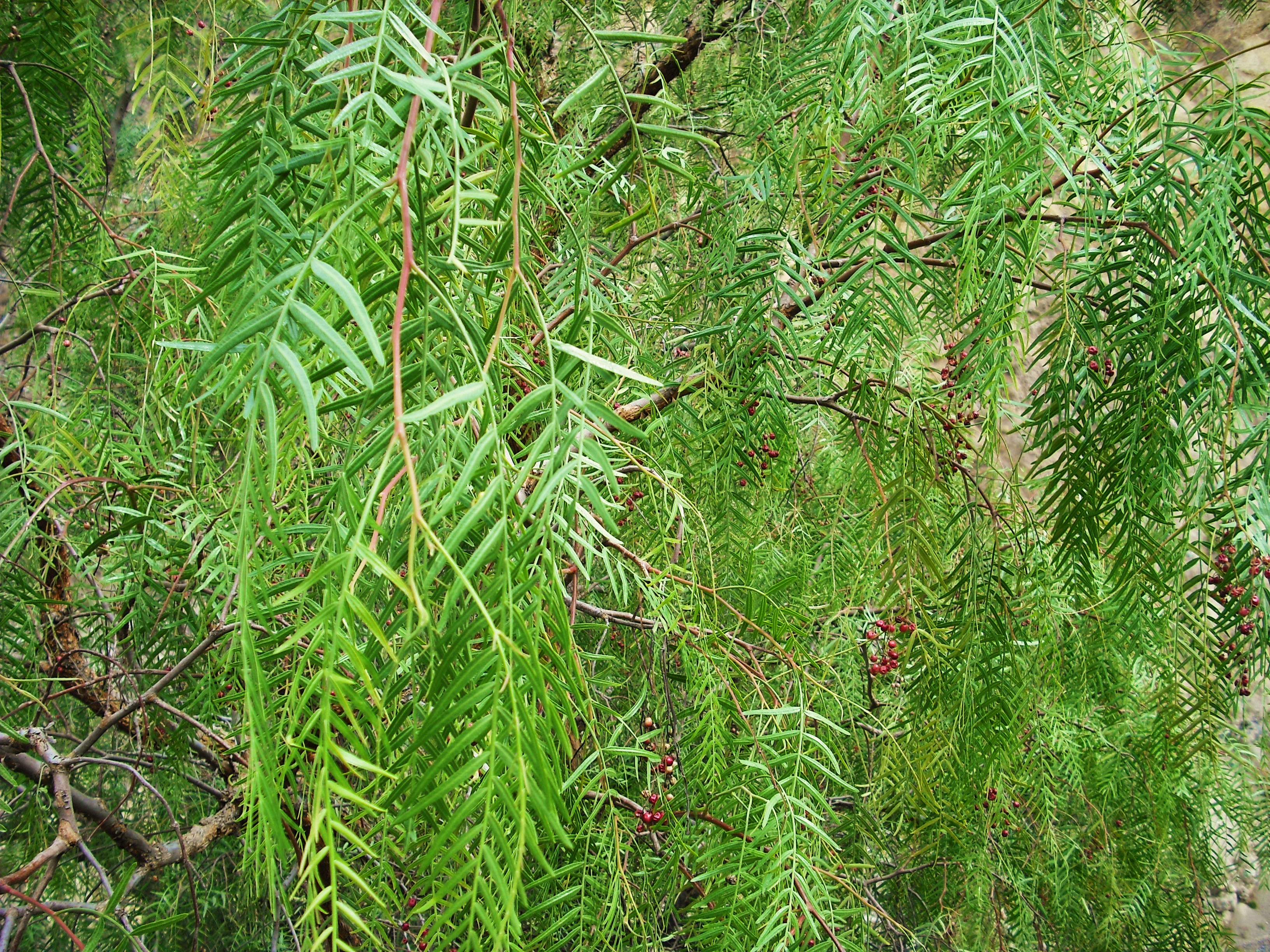
Рослина Schinus molle

- Schinus molle (iPepile або Peperboom). Гарячку при грипі лікують вживанням відвару листя або запарюванням. Поєднання листя і кори використовується для лікування ран. [25]
- Araujia sericfera (iQuwa). Використовується для лікування amafufunyana, [25], яку Нгубане описує як крайню форму депресії в поєднанні з психотичними симптомами, такими як марення, істерія, напади насильства та думки про самогубство. Для лікування коріння змішують з іншими ліками. [26]
- Argemone mexicana (iKhakhakhakha). Цей відвар кореня змішують з корінням перистої (iqunube) і вводять за допомогою клізми для лікування болю в нирках. [25]

### Духовність

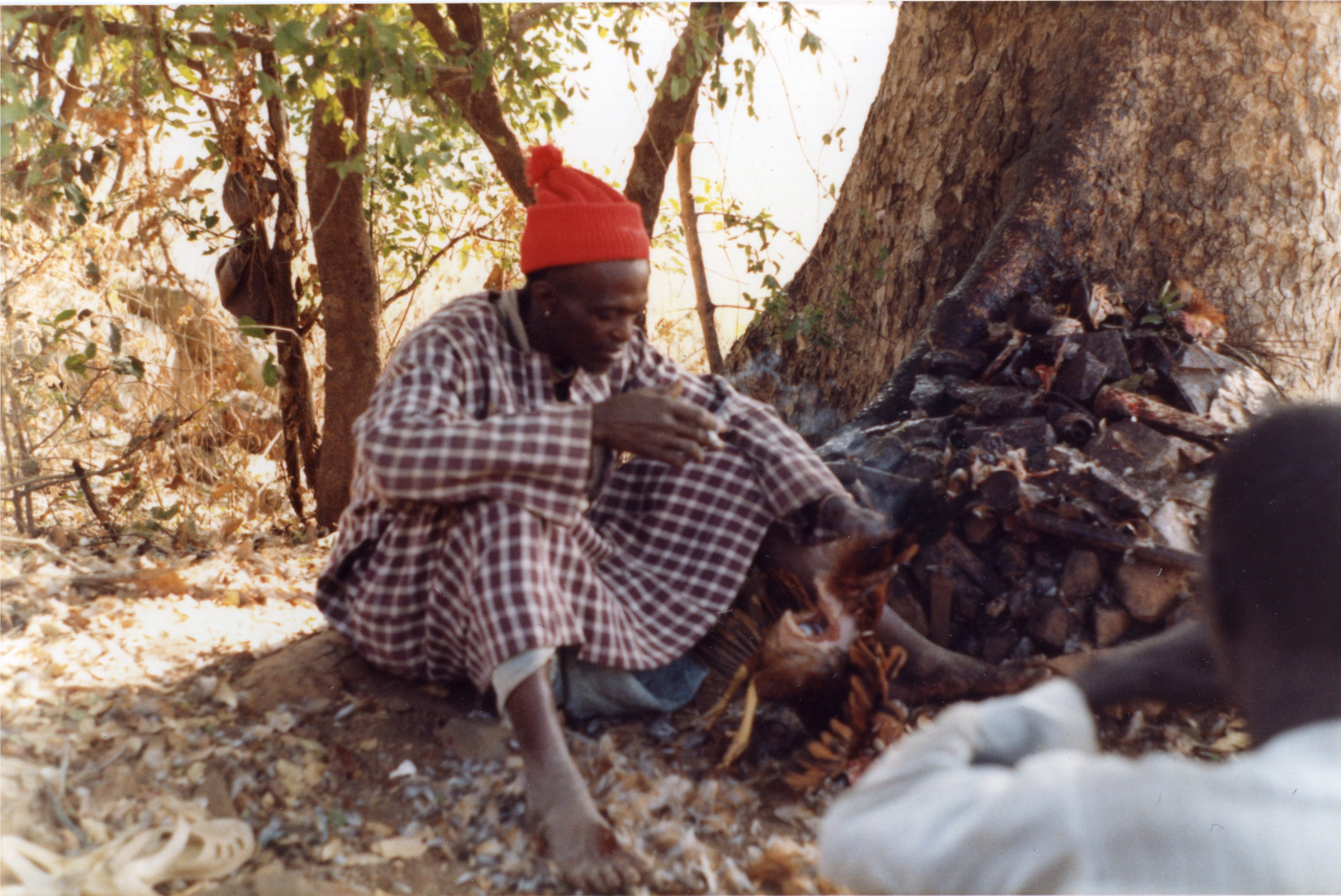
Провісник Бедик за межами Івола, південно-східний Сенегал (Західна Африка). Він робить прогнози на основі кольору органів принесених у жертву курей.

Деякі цілителі можуть використовувати обереги, заклинання та чари під час лікування. Наприклад, серед ібо Нігерії існує віра, що знахарі можуть імплантувати людині щось на відстані, щоб завдати їй хвороби, у процесі, який називають egba ogwu. Для видалення злоякісного об'єкта, як правило, потрібне втручання другого знахаря, який потім видаляє його, зробивши розріз у пацієнта. Використовується також форма симпатичної магії, при якій з жертви виготовляється модель і вважається, що дії, що виконуються над моделлю, передаються жертві, подібно до відомої ляльки вуду . Також експлуатуються забобонні вірування щодо духів, і люди впевнені, що «духи померлих родичів турбують живих і викликають хвороби».  У цих випадках «лікарі призначають ліки, часто у формі примирення, щоб заспокоїти їх, щоб вони більше не турбували живих, особливо дітей». 
За словами Онвуанібе, африканці дотримуються релігійного світогляду, який включає божественне або духовне втручання в медичну практику.  Наприклад, ! Люди кунгів пустелі Калахарі вірять, що великий Бог Хіше створив усе, а отже, контролює всі хвороби та смерть. Він представляє себе цим знахарям у снах і галюцинаціях, надаючи їм цілющу силу, і цей бог досить щедрий, щоб надати цю силу знахарям, у той час як від них очікується, що вони вільно практикують зцілення. ! Кунг-знахарі здійснюють лікування, виконуючи племінний танець . 

## Практики традиційної медицини

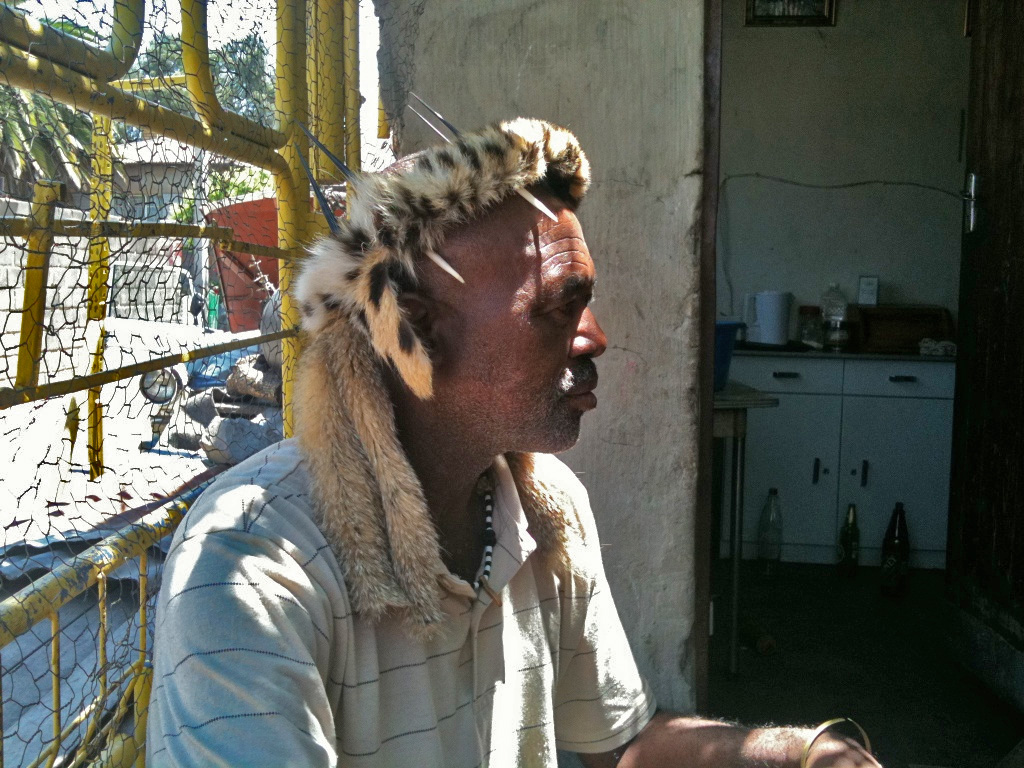
Іньянга/Сангома з Йоганнесбурга, Південна Африка

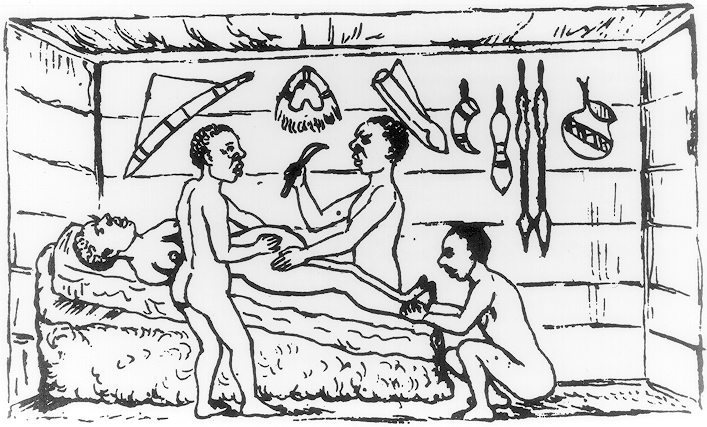
Успішний кесарів розтин, проведений місцевими цілителями в Кахурі, Уганда. Як зауважив Р. В. Фелкін у 1879 році.

Багато практиків традиційної медицини — люди без формальної освіти, які швидше отримали знання про лікарські рослини та їхній вплив на організм людини від своїх предків і шляхом спостережень.  Традиційні практики та їх практики відрізняються, але спільними рисами серед них є особиста участь у процесі зцілення; захист терапевтичних знань шляхом збереження їх у таємниці; отримання винагороди за свої послуги. 
Подібно до ортодоксальної лікарської практики, практики традиційної медицини спеціалізуються на окремих галузях своєї професії. Деякі, як-от іньянги з Есватіні, є фахівцями з травництва, в той час як інші, такі як південноафриканські сангоми, є експертами з духовного зцілення як провісники, а інші спеціалізуються на поєднанні обох форм практики. Є також традиційні костетери та супроводжувачі.  Травники стають все більш популярними в Африці з новим ринком торгівлі травами в Дурбані, який, як кажуть, залучає від 700 000 до 900 000 торговців на рік з Південної Африки, Зімбабве та Мозамбіку . Менші торгові ринки існують практично в кожній громаді.  Їхні знання про трави були безцінними в африканських громадах, і вони серед небагатьох, хто міг їх збирати в більшості суспільств. Акушерки також широко використовують місцеві рослини, щоб допомогти пологам. Африканські цілителі зазвичай «описують і пояснюють хворобу в термінах соціальної взаємодії та діють на основі переконання, що релігія пронизує кожен аспект людського існування». 

### Виплати
Народні цілителі, як і будь-яка інша професія, винагороджуються за свої послуги. В африканських суспільствах плата за лікування залежить від його ефективності. Вони не вимагають оплати, поки не буде проведено лікування. Це ще одна причина, чому багато хто віддає перевагу народним цілителям, а не західним лікарям, які вимагають оплати до того, як пацієнт оцінить ефективність лікування.  Методи оплати з часом змінилися, і багато практиків тепер просять грошову виплату, особливо в міських умовах, замість того, щоб отримувати добро в обмін, як це було раніше.  Зростає також кількість шахраїв, які зацікавлені лише в тому, щоб заробляти гроші, особливо в містах. 

### Навчання ремеслу
Деякі цілителі навчаються ремеслу на власному досвіді, після того як пройшли роль пацієнта, який вирішив стати цілителем після одужання. Інші стають традиційними практиками завдяки «духовному покликанню», і, отже, їхні діагнози та лікування вирішуються через віру в надприродне втручання.  Інший шлях — отримати неформально передані знання та навички від найближчих членів сім'ї, таких як батько чи дядько, або навіть мати чи тітка у випадку акушерок. Іншим способом стати цілителем є навчання у досвідченого лікаря, який формально викладає ремесло протягом тривалого періоду часу, і оплачувати його репетиторство. 

### Важливість
В Африці народні цілителі й ліки, виготовлені з місцевих рослин, відіграють вирішальну роль у здоров'ї мільйонів людей, оскільки 85 % африканців регулярно користуються цими послугами для первинної медичної допомоги в країнах Африки на південь від Сахари .  Відносне співвідношення традиційних лікарів і лікарів із університетською освітою по відношенню до всього населення в африканських країнах підкреслює цю важливість. По всій Африці на південь від Сахари, від Гани до Есватіні, на кожного лікаря з університетською освітою припадає в середньому майже 100 традиційних лікарів.  Це дорівнює одному народному цілителю на кожні 200 людей у регіоні Південної Африки, що є набагато більшим співвідношенням лікарів і пацієнтів, ніж у Північній Америці.  У багатьох частинах Африки мало практиків, які навчаються сучасній медицині, а народні цілителі є великою та впливовою групою в первинній медико-санітарній допомоги та невід'ємною частиною африканської культури. Без них багато людей залишилися б без лікування. 
Ліки та методи лікування, які виробляють західні фармацевтичні компанії, є занадто дорогими і недостатньо доступними для більшості африканців. Багато сільських африканських громад не можуть дозволити собі високі ціни на фармацевтичні препарати і не можуть легко їх отримати, навіть якщо вони були б доступними; тому цілителі є їх єдиним засобом медичної допомоги. Оскільки ця форма медицини є «найдоступнішою та доступною системою охорони здоров'я для більшості сільського населення Африки», Африканський Союз оголосив 2001—2010 роки Десятиліттям африканської традиційної медицини з метою зробити «безпечною та ефективною», якісні та доступні традиційні ліки, доступні переважній більшості людей". 
Надмірне використання рослин є екологічним ризиком, оскільки це може призвести до їх зникнення. 

## Традиційна африканська медицина по відношенню до жінок
Жінки в сільських африканських громадах на південь від Сахари майже повністю відповідають за домашню роботу в своїх домогосподарствах. Ці жінки часто схильні до більшого ризику хвороб і бідності, ніж їхні колеги-чоловіки, і мають менше контролю над своїм повсякденним життям, ніж вони. Огляд літератури 2001 року показав, що ці жінки визначили «добре здоров'я» як здатність виконувати домашні обов'язки та відсутність хвороб. Крім того, дослідження виявило, що погане здоров'я вони приписують надприродним, злим силам, що хвороба розглядається як форма покарання духів.  В іншому дослідженні, яке досліджувало епідемію ВІЛ/СНІДу в Гані, жінки ідентифікували ВІЛ/СНІД із негідною поведінкою, як-от «проституція, розпущеність та позашлюбні стосунки» або подорожі в райони за межами громади. 
Ці жінки переносять важкі умови, а народний цілитель відіграє важливу роль у їхньому повсякденному житті. Народний цілитель надає медичну допомогу сільським громадам і представляє себе як почесного культурного діяча та просвітителя. Перевагою народних цілителів у сільській місцевості є те, що вони зручно розташовані в межах громади. Сучасна медицина, як правило, не настільки доступна в сільській місцевості, тому що вона набагато дорожча. Старші сільські жінки особливо схильні використовувати народних цілителів у своїх громадах. Було виявлено, що молоді жінки та урбанізовані відмовляються від використання народних цілителів. 
Дослідження 2001 року сільських ефіопських жінок, де був присутній ВІЛ, показало, що вони відкидають наявність ВІЛ у сільських селах і стверджують, що це міська хвороба, незважаючи на наявність ВІЛ у сільських громадах. Однак ці жінки також стверджували, що їхні громади не виступають за профілактику, а скоріше лікують хворобу, коли вона виникла. 

## Народні африканські цілителі та епідемія ВІЛ/СНІДу

### Роль
Для постраждалих від ВІЛ/СНІДу народні цілителі надали місцевий, знайомий і доступний варіант у порівнянні з біомедичним персоналом, який зазвичай був переповнений і знаходився далі. Вважалося, що народні цілителі відіграють авторитетну роль у фізичному, психологічному та духовному аспектах здоров'я.  На початку 1980-х років у південно-західній Уганді повідомлялося, що багато місцевих жителів, інфікованих хворобою («Слім») після прояву симптомів діареї та втрати ваги, зверталися до народних цілителів через їхню віру у зв'язок між хворобою та чаклунство. 

### Критика
Під час епідемії ВІЛ/СНІДу методи народних цілителів піддавалися критиці з боку практиків сучасної медицини, зокрема, використання деяких лікарських засобів для лікування ВІЛ/СНІДу. За словами Едварда Міллса, трав'яні ліки використовуються для лікування таких симптомів ВІЛ, як «дерматологічні розлади, нудота, депресія, безсоння та слабкість». Незважаючи на те, що деякі з цих засобів були корисними, лікування травами гіпоксія і сазерландія « можуть поставити пацієнтів під загрозу неефективності антиретровірусної терапії, вірусної резистентності або токсичності ліків» , оскільки вони взаємодіють з антиретровірусними препаратами та запобігають експресії CYP3A4 та Р-глікопротеїну . Це призводить до пригнічення метаболізму та транспортування ліків.  Пелцер та інші також виявили, що важлива проблема з лікарськими рослинами, які використовуються в традиційній медицині, полягає в тому, що, коли пацієнт вирішує звернутися до лікаря на додаток до народного цілителя, вони не завжди згадують, що він або вона приймає трав'яні ліки. Фітопрепарати можуть взаємодіяти з сучасними ліками, призначеними лікарем для лікування ВІЛ, і негативно впливати на пацієнта. Пелцер та інші згадують, що «IGM-1 здається ефективним для поліпшення симптомів, але загалом не спостерігалося значного впливу на противірусну дію чи підвищення імунітету серед розглянутих трав» для лікування ВІЛ.  Оскільки ВІЛ є таким непостійним захворюванням, необхідно намагатися підвищити імунітет пацієнта, а не лише полегшити симптоми.
Етична проблема, представлена сучасною медициною, полягає в повній відсутності клінічних випробувань, щоб перевірити будь-яку традиційну африканську медицину, перш ніж практикувати її на публіці. Сучасна медицина в Сполучених Штатах підпорядковується Нюрнберзькому кодексу та відповідній Гельсінкській декларації, які є основою для Кодексу федеральних нормативних актів, виданого Міністерством охорони здоров'я та соціальних служб США, щоб зобов'язувати гуманну поведінку під час експериментів на громадськості для благо суспільства.  Оскільки традиційні африканські цілителі не повинні дотримуватися Нюрнберзького кодексу, існує потенційна небезпека для суспільства, якщо цілителі не практикують медицину гуманно.
Під час епідемії ВІЛ/СНІДу народні цілителі також перевірялися через антисанітарні медичні практики. «Повторне використання медичних інструментів і відсутність гігієнічних звичок, таких як миття рук», сприяли поширенню інфекційних захворювань народними цілителів. Дослідження народних цілителів у Нігерії показало, що 60 % населення перебувають у зоні ризику через зараження, яке поширювали народні цілителі. 
Жінки зазнають найбільш смертельних наслідків від епідемії ВІЛ/СНІДу. Коли промисловий розвиток вимагав праці чоловіків із сільських громад, чоловіки часто залишали ці громади, і, перебуваючи в міграційних таборах, багато з цих чоловіків займалися сексом з секс-працівницями, інфікувалися ВІЛ і поверталися додому з ним.  Крім того, оскільки традиційна медицина не має методу раннього виявлення, інфекційні захворювання часто поширюються несвідомо , що дозволяє 3.1 мільйонам людей, інфікованих ВІЛ у країнах Африки на південь від Сахари, зрости в геометричній прогресії до 25,4 мільйонів у 2004 році.  Патріархальна культура, яка визначає традиційні шлюби в сільській місцевості, ставить жіночу сексуальність під контроль чоловіків і постановляє, що жінкам заборонено обговорювати та практикувати безпечний секс зі своїми партнерами, що призводить до більшого ризику зараження ВІЛ для жінок у сільській місцевості. 

### Сучасна медицина
Країни на південь від Сахари знайшли шляхи об'єднання сучасної медицини з традиційною медициною через гостроту епідемії ВІЛ/СНІДу. У Південній Африці Фонд Кундаліа надав фінансування для навчання народних цілителів з ВІЛ/СНІДу.  Тренінг включав профілактику, безпечний секс та знання про вірус.

## Зв'язок із сучасною медициною
Традиційна африканська медицина служила людям в Африці до заснування науково обґрунтованої медицини, але з приходом європейців це змінилося.  Хоча сучасна наукова медицина успішна в розвинених країнах, вона не має такого позитивного впливу в багатьох слаборозвинених африканських країнах.  Хоча науково обґрунтована практика може вплинути на практику охорони здоров'я, у певних сферах, наприклад у поширенні різних захворювань, вона не може повністю інтегруватися в культуру та суспільство.  Це робить традиційних африканських лікарів важливою частиною їхньої системи охорони здоров'я. Існує багато причин, чому сучасна медична система не була настільки ефективною в Африці, як у більш розвинених частинах світу. Багатьом африканцям важко дістатися до лікарень і медичних закладів. Маючи величезні площі землі та погані дороги і транспортні системи, багатьом корінним африканцям доводиться долати величезні відстані пішки, щоб отримати допомогу. Після прибуття їм часто доводиться стояти в черзі до 8 годин годин, особливо в міських районах, оскільки нестача клінік і ресурсів спричиняє переповненість. Пацієнтам часто не повідомляють причину їхньої хвороби чи багато інформації про все це, тому у них немає способу запобігти цьому чи підготуватися до цього. Використовується технологія, як правило, неякісна, що погіршує якість лікування. Сучасна медицина також може бути занадто дорогою для середнього африканця, що ускладнює отримання належної допомоги. Нарешті, сучасна медицина віддаляє корінних африканців від культури і традицій і змушує їх опинитися в некомфортному середовищі, подалі від родини та традицій, які мають для них надзвичайне значення. Вони не отримують належного духовного зцілення, якого прагне їхня культура та традиційна ідеологія. 
Однак останнім часом більший інтерес виявили до впливу деяких лікарських рослин Африки. «Фармацевтична промисловість стала розглядати традиційну медицину як джерело для ідентифікації біологічно активних речовин, які можна використовувати для приготування ліків».  Фармацевтична промисловість вивчає лікувальні ефекти найбільш поширених і широко використовуваних рослин для використання в ліках. Порівнюючи техніки африканських цілителів із західними методиками, нігерійський психіатр Т. Адеоз Ламбо заявив у 1979 році: «Приблизно три роки тому ми зробили оцінку, програму їхньої роботи і порівняли її з нашою власною, і ми виявили, що насправді вони досягли майже шістдесяти відсотків успіху в лікуванні неврозу . І ми набрали сорок відсотків, менше сорока відсотків»  .

### Ефективність
Ліки рослинного походження в Африці, як правило, недостатньо досліджені та слабо регулюються.  Відсутня детальна документація традиційних знань, які зазвичай передаються усно.  Огляд літератури 2014 року показав, що кілька африканських лікарських рослин містять біологічно активні протитрипаносомні сполуки, які можна використовувати для лікування африканського трипаносомозу («сонна хвороба»), але клінічні дослідження щодо них не проводилися.  Огляд літератури 2008 року показав, що лише невелика частина етноветеринарних рослин у Південній Африці була досліджена на предмет біологічної активності.  Огляд літератури, проведений в 2013 році, виявив кілька сполук (переважно глюкозиди, стерини та стероліни), що містяться в видах Hypoxis (відомих як інкомфе або африканська картопля), які були виділені та перевірені з «обнадійливими перспективами, про які повідомлялося в деяких дослідженнях». .  Південноафриканські сангоми вже давно і активно виступають за місцеву традиційну рослину під назвою унвеле або канкербос (Sutherlandia frutescens), стверджуючи, що вона допомагає в лікуванні ВІЛ/СНІДу, раку та туберкульозу .  Огляд доклінічних даних щодо Sutherlandia frutescens не показує токсичності та виправдовує контрольовані клінічні дослідження.  Однак у поєднанні з антиретровірусною терапією трав'яні препарати гіпоксис і сазерландія «можуть піддавати пацієнтів ризику неефективності антиретровірусної терапії, вірусної резистентності або токсичності» , оскільки вони взаємодіють з антиретровірусними препаратами та запобігають експресії CYP3A4 і P-глікопротеїну .
Були спроби оцінити деякі традиційні ліки за допомогою клінічних випробувань, хоча жодне з них поки що не досягло третьої фази.

### Безпека
Невелика частина етноветеринарних рослин у Південній Африці була досліджена на предмет виявлення токсичних ефектів.  Можливі несприятливі ефекти південноафриканських традиційних ліків недостатньо задокументовані; були обмежені дослідження мутагенних властивостей і забруднення важкими металами .  Серйозні несприятливі наслідки, навіть смерть, можуть виникнути внаслідок неправильної ідентифікації або неправильного використання цілющих рослин.  Наприклад, різні рослини алое широко використовуються в традиційній африканській медицині, але деякі сорти, такі як Aloe globuligemma, є токсичними і можуть викликати смерть.  Потенціал традиційної африканської медицини та фармакокінетичні взаємодії невідомі, особливо взаємодія між традиційними методами лікування та антиретровірусними препаратами для ВІЛ/СНІДу.  Лікування травами часто використовується в Африці як основне лікування ВІЛ/СНІДу та проблем, пов'язаних з ВІЛ.  Рекомендована співпраця з народними цілителями, щоб визначити, які трав'яні препарати використовуються для лікування ВІЛ, і навчати людей, які пропонують альтернативні методи лікування проти небезпечних методів лікування.  Враховуючи вимоги місцевого населення щодо використання традиційної африканської медицини, було запропоновано, щоб південноафриканські медичні школи інформували студентів-медиків про традиційну, додаткову та альтернативну медицину, а також про можливі конфлікти та взаємодії з сучасною медициною.  Використання традиційних африканських ліків як противірусних засобів замість використання специфічних антиретровірусних препаратів є особливо небезпечним для ВІЛ. 
Культурні очікування відіграють важливу роль у лікуванні, оскільки дослідження 1985 року серед народу Менде у Сьєрра-Леоне показало, що рішення про лікування приймалися «в основному на основі традиційних уявлень про ефективність ліків певного кольору, консистенції, смаку, розміру та відомих успіхів у лікуванні» лікування аналогічних захворювань".  Це призвело до неналежного використання Менде багатьох сучасних ліків.

## Додаткові посилання
- Офіційний сайт PROMETRA
- Офіційний сайт THETA Uganda